# Zoltès
Zoltès était un chef thrace vivant au sud du Danube au IIe siècle av. J.-C.

## Biographie
Zoltès attaquait les cités grecques dont Histria. Il fut défait par Rhemaxos. Il nous est connu par une inscription le concernant provenant d'Histria.